# Saint-Malo

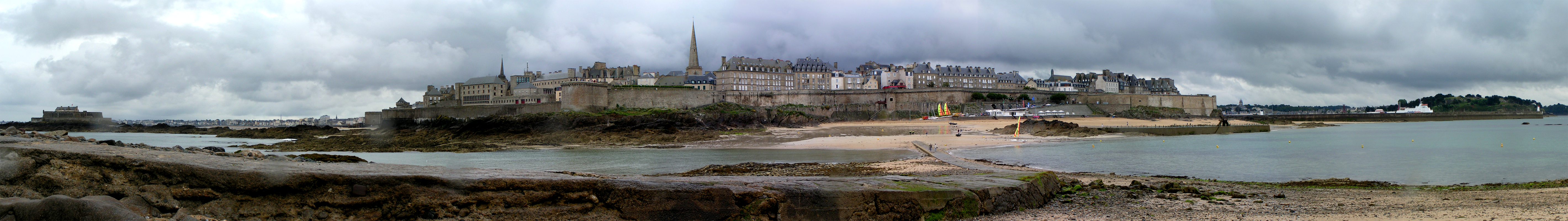
Saint-Malo

Saint-Malo (bret. Sant-Maloù) – otoczona murem miejscowość portowa i gmina we Francji, w regionie Bretania, w departamencie Ille-et-Vilaine, położona na wschodnim brzegu rzeki Rance, nad jej ujściem do kanału La Manche.
Według danych na rok 1990 gminę zamieszkiwało 48 057 osób, a gęstość zaludnienia wynosiła 1314 osób/km² (wśród 1269 gmin Bretanii Saint-Malo plasuje się na 5. miejscu pod względem liczby ludności, natomiast pod względem powierzchni na miejscu 179.).

## Historia
Miasto rozwinęło się przy klasztorze założonym w VI wieku przez walijskiego mnicha Maclo (Malo). W XII wieku otrzymała prawa miejskie. W latach 1144–1790 siedziba biskupstwa. Przedmiot sporów między biskupami popieranymi przez królów francuskich a książętami Bretanii sprzyjającymi Anglikom. W średniowieczu duży ośrodek handlowy. W 1491 przyłączone do Korony francuskiej. Miasto było bazą wypraw do Ameryki Północnej, w XVIII wieku podupadło.
W Saint-Malo urodzili się korsarze: Jacques Cartier (odkrywca i badacz wielu regionów Kanady), René Duguay-Trouin i Robert Surcouf.
Podczas II wojny światowej bardzo zniszczone. Ośrodek przemysłu spożywczego (przetwórstwo ryb). Węzeł komunikacyjny (połączenie promowe z Wielką Brytanią). Port rybacki. W pobliżu pierwsza na świecie elektrownia pływowa (240 megawatów) zbudowana w 1966. Ośrodek turystyczny i kąpielisko morskie.

## Miasta partnerskie
- Port-Louis
- Gniezno
- Gaspé

## Galeria

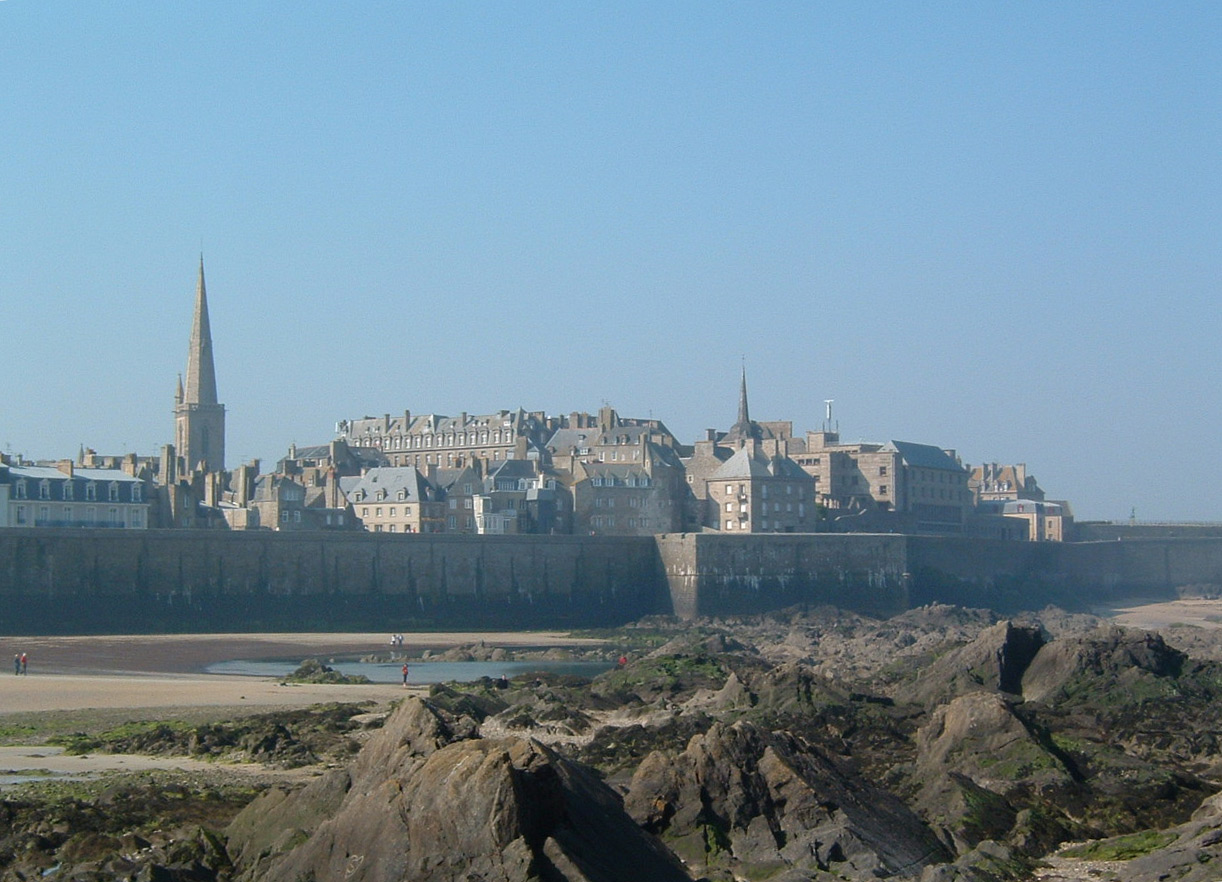
Mury Saint-Malo
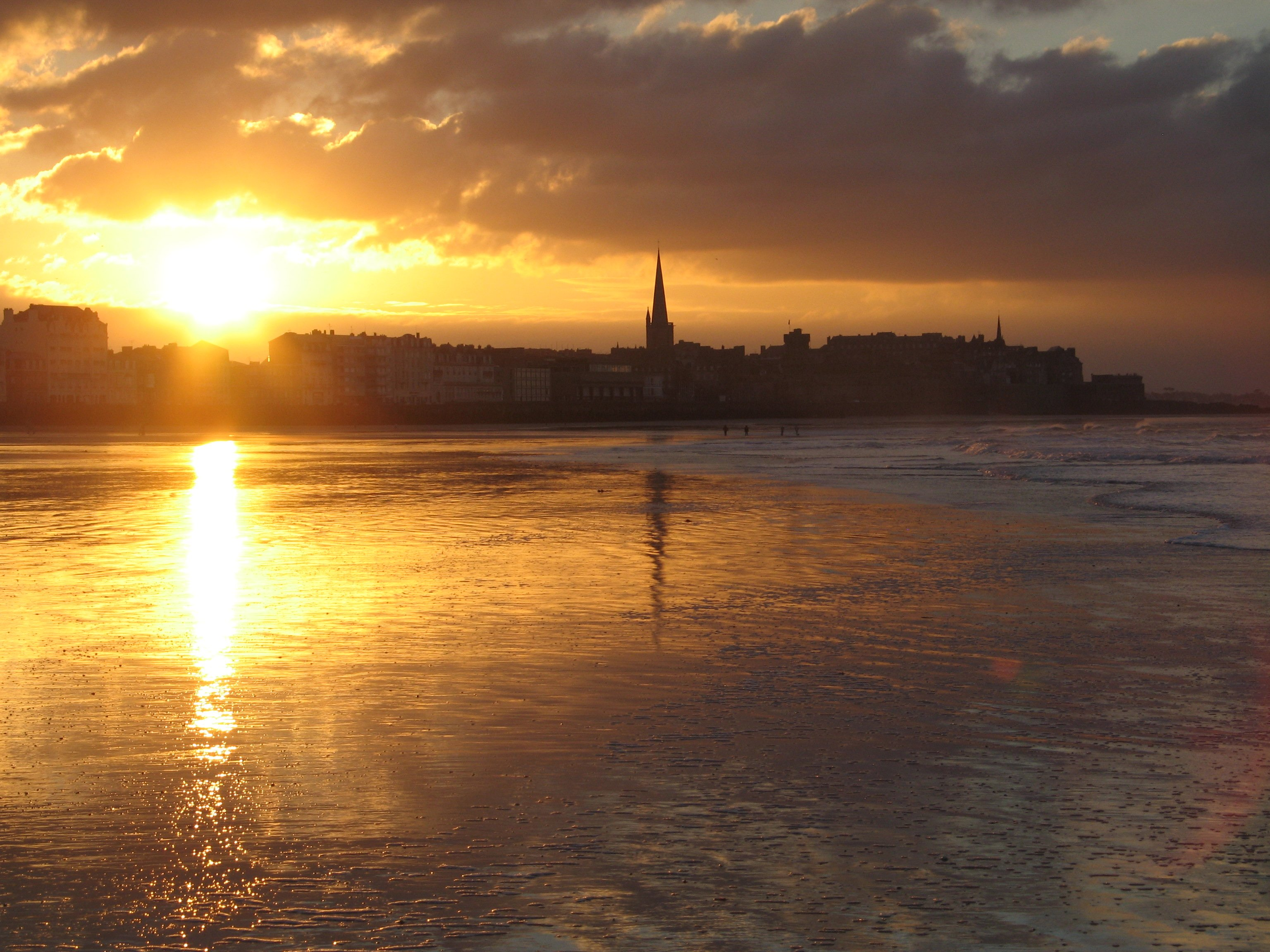
Zachód słońca nad Saint-Malo
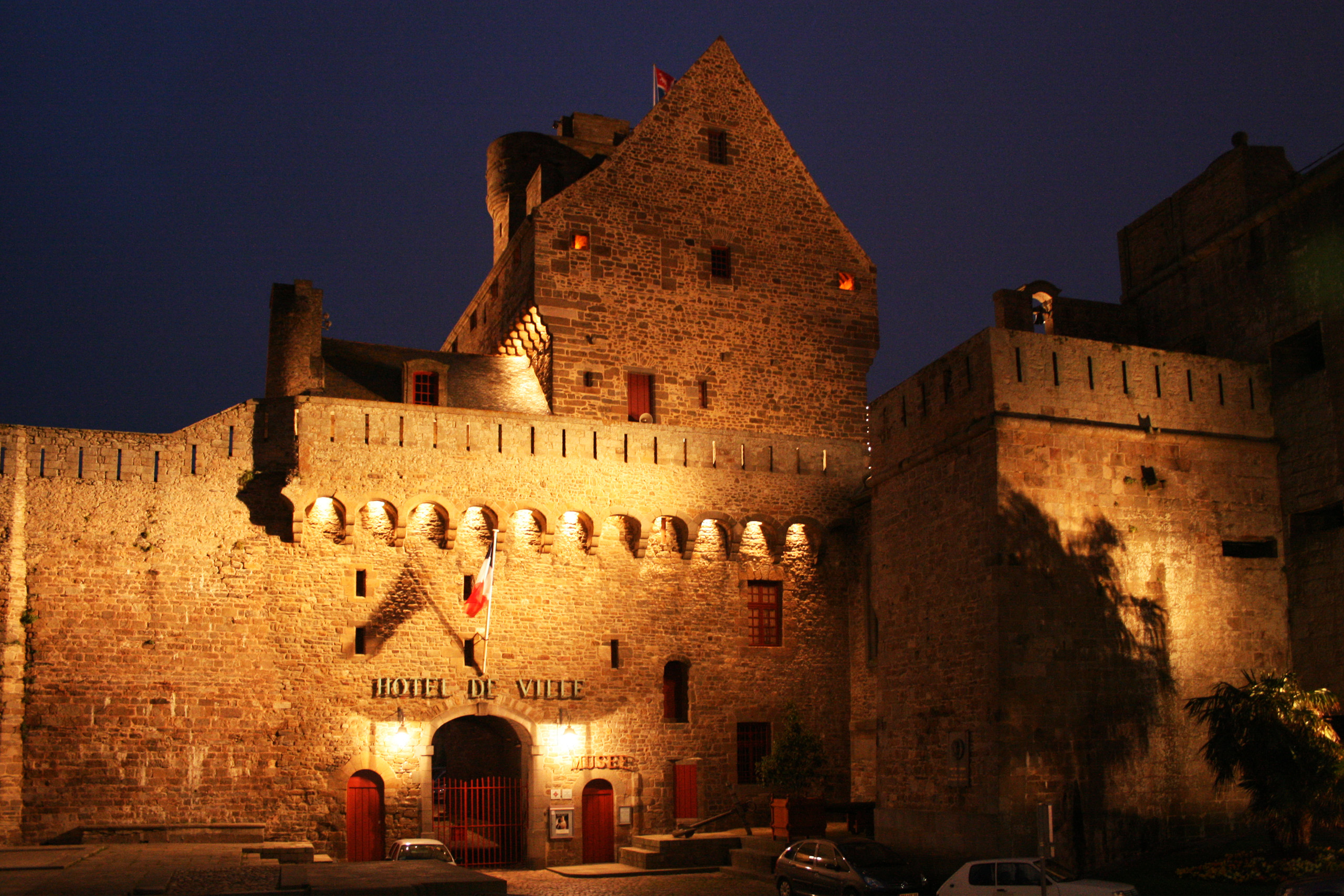
Merostwo w Saint-Malo
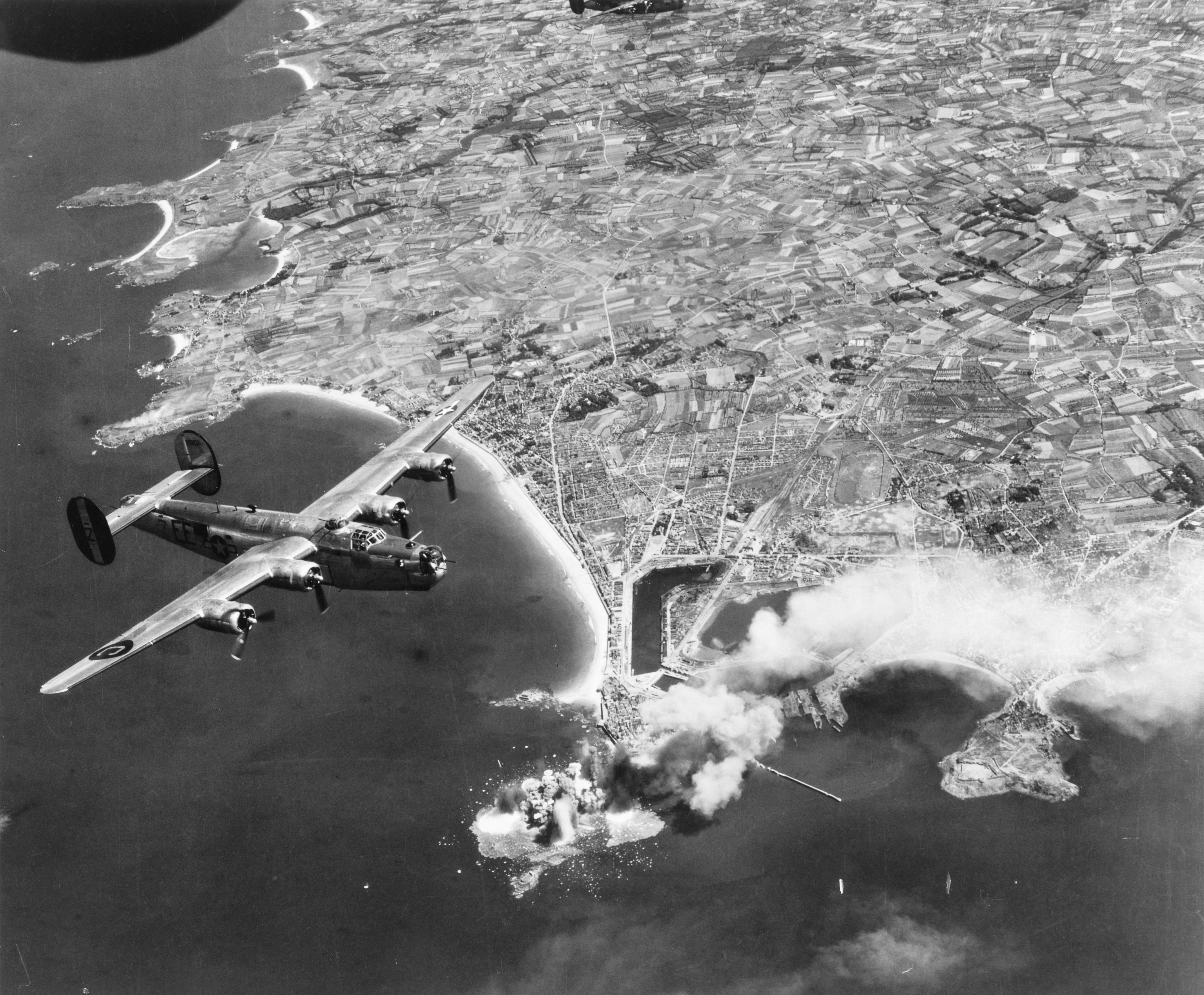
Amerykański nalot bombowy na okupowane przez Niemców St Malo w 1944 r.